# David Bartlett
David Bartlett (ur. 19 stycznia 1968 w Hobart) – australijski polityk, członek Australijskiej Partii Pracy (ALP), w latach 2008-2011 pełnił urząd premiera Tasmanii.
Jest absolwentem Uniwersytetu w Tasmanii, gdzie najpierw uzyskał licencjat z informatyki, a następnie ukończył podyplomowe studia z zakresu zarządzania. Przed rozpoczęciem kariery politycznej pracował w branży informatycznej, był też urzędnikiem odpowiedzialnym za promocję innowacyjności. Działalność publiczną zaczynał jako doradca stanowego ministra skarbu, Davida Creana. W 2004 po tym, jak ówczesny premier Tasmanii Jim Bacon wycofał się z życia politycznego z powodu pogarszającego się zdrowia, zajął jego miejsce w stanowym parlamencie. W 2006 wszedł do rządu stanowego jako minister edukacji i umiejętności, a w kwietniu 2008 został wicepremierem. Po niespodziewanej rezygnacji premiera Paula Lennona w maju tego samego roku, decyzją władz stanowych partii został nowym liderem ALP na Tasmanii i zarazem premierem stanu.
23 stycznia 2011 Bartlett zrezygnował zarówno ze stanowiska premiera Tasmanii, jak i z przywództwa Partii Pracy w tym stanie. Jako powód podał kwestie rodzinne. Swoją decyzję podał do publicznej wiadomości za pośrednictwem portalu społecznościowego Facebook. Na obu stanowiskach zastąpiła go dotychczasowa wicepremier Lara Giddings.